# Механико-математический факультет МГУ
Меха́нико-математи́ческий факульте́т (мехмат) — один из факультетов Московского государственного университета имени М. В. Ломоносова.

## История факультета
В Московском университете со времени его основания читались лекции по математике как основе всех точных наук. Механику же в первые десятилетия существования университета преподавали не как отдельный предмет (хотя на необходимость изучать механику указывал ещё один из создателей университета М. В. Ломоносов), а как составную часть сначала курса физики, затем — обширного и весьма разнородного курса прикладной математики (включал в себя астрономию, аэрометрию, элементы механики и гидромеханики и пр.; читался на философском факультете до первой трети XIX века включительно).

### Физико-математический факультет
Отдельного факультета для изучения математики не существовало до 1804 года, когда во вновь принятом Уставе университета было зафиксировано появление отделения физических и математических наук. Из 9 кафедр отделения три были непосредственно связаны с математикой: чистой математики, прикладной математики (бо́льшую часть содержания курса прикладной математики, который в 1834—1864 гг. читал Н. Д. Брашман, в то время составляли вопросы механики) и астрономии наблюдательной. Затем математическое образование давалось на 2-м отделении философского факультета университета (с 1835 года); в январе 1850 года этот факультет был разделён на историко-филологический и физико-математический факультеты. Деканом последнего, состоявшего из 8 кафедр, стал биолог А. Г. Фишер фон Вальдгейм, а преподавание математики и механики было сосредоточено на кафедре чистой и прикладной математики, возглавлявшейся Н. Д. Брашманом.
В 1844 году А. С. Ершов приступил к чтению в Московском университете лекций по практической механике. В 1863 году на физико-математическом факультете была организована кафедра механики аналитической и практической, которая стала прообразом всего позднейшего отделения механики в целом. В 1866 году её возглавил Ф. А. Слудский, читавший курс теоретической механики (в данный курс входил и достаточно значительный раздел, посвящённый гидромеханике).
В 1911 году в университете разразился острый конфликт, связанный с политикой тогдашнего министра народного просвещения Л. А. Кассо — так называемое «дело Кассо». В результате университет на 6 лет лишился 130 преподавателей, в том числе около 30 профессоров, чем был серьёзно подорван учебный процесс. В частности, этот процесс привёл к фатальным последствиям для существовавшего тогда физико-математического факультета, поскольку с уходом П. Н. Лебедева физическое направление в Московском университете практически остановилось в своём развитии (зато возникли условия для создания ленинградской и московской школ физиков, которые заняли в данной области науки ведущие позиции). Это положение длилось около 15 лет до прихода на факультет Л. И. Мандельштама в 1920-х годах.
В 1920-е годы, во время необдуманных, разрушительных экспериментов в области образования физико-математический факультет практически перестал существовать. Угроза ликвидации университетского образования стала вполне реальной (тогдашний ректор МГУ профессор И. Д. Удальцов в выступлении по случаю 175-летия университета заявил: «Зажился старик. Пора ему на покой»). Однако в октябре 1930 года был вновь организован физико-механический факультет (включавший физико-механическое, математическое и астрономо-геодезическое отделения).

### Механико-математический факультет
В апреле 1933 года структура Московского университета была в очередной раз реорганизована и теперь включала шесть факультетов. Одним из них стал механико-математический факультет, состоявший из отделений математики, механики и астрономии (последнее отделение в 1956 году отошло к физическому факультету). Значительную роль в создании и дальнейшем развитии факультета сыграли член-корреспондент АН СССР В. В. Голубев, академики И. Г. Петровский, А. Н. Колмогоров, П. С. Александров. По воспоминаниям профессора Н. А. Слёзкина, механики играли на факультете более значительную роль, чем математики, и это определило название факультета.
В 1940 году мехмат состоял из 17 кафедр:
- астрометрии
- астрофизики
- аэродинамики
- высшей алгебры
- высшей геометрии
- гидродинамики
- гравиметрии
- дифференциальной геометрии
- дифференциальных уравнений
- математического анализа
- небесной механики
- теоретической механики
- теории вероятностей
- теории упругости
- теории функций
- топологии
- функционального анализа

Весной 1951 года на факультете было организовано специальное отделение с тремя отделениями (прочность, газовая динамика и управление), задачей которого было готовить научные кадры для работы в области космических проблем. Заведующим спецотделением стал В. В. Москвитин. Спецотделение окончили известные впоследствии учёные — Андрей Ершов, Всеволод Егоров, Василий Сарычев, Владимир Лунёв, Юрий Демьянов, Виктор Андреев, Александр Красовский, Евгений Девянин.
В 1953 году факультет переехал в новое Главное здание МГУ на Ленинских горах.
В 1956 году отделение астрономии отошло к физическому факультету. В 1970 году в связи с бурным развитием компьютерных наук на базе кафедры вычислительной математики мехмата и кафедры математики физфака был организован факультет вычислительной математики и кибернетики; с тех пор структура механико-математического факультета существенным образом не менялась, но возникли новые кафедры:
- дискретной математики (1981)
- общей топологии и геометрии (1982)
- вычислительной математики (воссоздана в 1982 году)
- математической теории интеллектуальных систем (1991)
- дифференциальной геометрии и приложений (1992)
- вычислительной механики (1998)
- теории динамических систем (2000)
- математических и компьютерных методов анализа (2008)
- английского языка

В 1972 году была расформирована существовавшая с 1964 года кафедра химической механики в связи с заявлением её заведующего В. Г. Левича об отъезде на постоянное место жительства в Израиль. Сотрудники расформированной кафедры продолжили работу на других кафедрах факультета.
На механико-математическом факультете преподавали выдающиеся педагоги-математики Андрей Петрович Минаков, Борис Николаевич Делоне, Алексей Серапионович Пархоменко, Алексей Иванович Маркушевич, Леонид Иванович Камынин, Александр Геннадиевич Курош, Алексей Фёдорович Филиппов, Наталья Давыдовна Айзенштат, Зоя Михайловна Кишкина и другие.

### Влияние общественно-политической ситуации в стране
В сложной общественно-политической ситуации второй половины 1930-х годов на факультете развивалось «дело Лузина».
В годы Великой Отечественной войны многие сотрудники, студенты и аспиранты факультета добровольцами ушли на фронт, часть из них воевала в 8-й Краснопресненской стрелковой дивизии народного ополчения, сформированной 2 июля 1941 года. Семь фронтовиков механико-математического факультета были удостоены звания Героя Советского Союза, из них двое — посмертно. На мемориальной доске механико-математического факультета МГУ, находящейся на 14 этаже Главного здания МГУ, высечены фамилии 95 студентов, аспирантов, преподавателей и сотрудников, погибших во время войны. Возвратившиеся на факультет ветераны войны составляли костяк преподавательских кадров в 1950—1970 годах.
Расцвет советской математической школы пришёлся на 1960—1970 годы, открывшись миру и открыв саму себя, она наиболее полно раскрыла свой потенциал, «великой эпохой» назвал это время академик А. Н. Паршин, эпохой расцвета мехмата — академик А. А. Болибрух, «золотым веком мехмата» — Ю. В. Егоров, А. И. Комеч, П. А. Кучмент, Е. Л. Лакштанов, В. Г. Мазья, С. А. Молчанов, Р. Г. Новиков, М. И. Фрейдлин. По мнению С. С. Демидова, постепенное замедление с конца 1970-х годов развития советской математики было связано, скорее, с влиянием внешних по отношению к наукам социальных сил, приведшим затем и к развалу Советского Союза.
После письма протеста против насильственной психиатрической госпитализации диссидента Александра Есенина-Вольпина (по мнению С. П. Новикова, письмо было провокацией КГБ) начался период, охарактеризованный Юлием Сергеевичем Ильяшенко «чёрным двадцатилетием мехмата», а С. П. Новиковым — «разгромом мехмата».
По утверждениям ряда авторов, дискриминация ряда абитуриентов еврейского происхождения до конца 1980-х повредила репутации мехмата МГУ и советской математики. Основными проводниками дискриминационной политики на мехмате Джордж Шпиро называет нынешнего ректора МГУ академика Виктора Садовничего (в то время руководил работой приёмных комиссий), декана мехмата академика Олега Лупанова, а также профессора и старшего экзаменатора Александра Мищенко, ряд членов приёмных комиссий.

## Современное состояние факультета
Мехмат располагается в Главном здании МГУ на Ленинских горах с 12-го по 16-й этажи включительно, а также проводит занятия в аудиториях на первом и четвёртом этажах во 2-м учебном корпусе МГУ.
За 80 лет существования механико-математического факультета МГУ в его стенах было подготовлено свыше 20 тысяч высококлассных специалистов в самых различных областях математики и механики; около 4 тыс. его выпускников стали кандидатами и докторами наук. Целая плеяда выдающихся учёных, связанная с мехматом, внесла значительный вклад в развитие важнейших направлений математики и механики; они стояли у истоков атомного проекта и космонавтики.
Подробный обзор основных научных достижений учёных-механиков на кафедрах механико-математического факультета содержится в книге «Механика в Московском университете», выпущенной под редакцией И. А. Тюлиной и Н. Н. Смирнова в 2005 году. В ней указан вклад в науку почти каждого сотрудника кафедр; отмечается, что большое число полученных научных результатов получили всеобщее признание и высокую оценку научной общественности.
Будучи в должности декана мехмата в 2001 году, академик О. Б. Лупанов писал: «Механико-математический факультет Московского государственного университета — один из крупнейших центров в мире в области математики и механики. Глубокие теоретические и экспериментальные исследования учёных факультета оказали существенное влияние на развитие современных отраслей науки и техники».
По оценкам академика С. П. Новикова, на факультет негативно повлияла деятельность бывшего ректора МГУ А. А. Логунова. Новиков также считает, что «одиозность» (по его выражению) академика Анатолия Фоменко сильно вредит мехмату. По мнению Новикова, механику «надо на физфак отдавать» и омолодить состав учёных, работающих на факультете, в первую очередь, состав заведующих кафедрами. Негативные оценки роли и места механики вызывают резкое неприятие у специалистов: академик Г. Г. Чёрный отмечал, что «утвердившаяся в последние десятилетия тенденция умаления места и роли механики в ряду фундаментальных наук совершенно не обоснована и, более того, чрезвычайно вредна, чревата тяжёлыми последствиями», профессор Г. А. Любимов считает: «если сейчас говорят, что такой науки не существует, то это из злых побуждений».
В 2001 году снят художественный фильм о мехмате — «Угроза непрерывности».
В октябре 2019 года было объявлено о выборах декана мехмата (до этого во главе факультета на протяжении 13 лет стоял и.о. декана В.Н.Чубариков). Свои кандидатуры выдвинули двое кандидатов — Шафаревич Андрей Игоревич (кафедра дифференциальной геометрии и приложений) и Бородин Пётр Анатольевич (кафедра ТФФА, теории функций и функционального анализа). 25 ноября 2019 года Учёный совет МГУ избрал Шафаревича деканом механико-математического факультета с 81 % голосов (против 12 % у Бородина).

## Деканы факультета
| - член-корр. АН СССР В. В. Голубев (1933—1935) - проф. Л. А. Тумаркин (1935—1939) - доц. Г. И. Двухшёрстов (и. о., 1939—1940) - член-корр. АН СССР И. Г. Петровский (1940—1944) - член-корр. АН СССР В. В. Голубев (повторно, 1944—1952) - проф. Ю. Н. Работнов (1952—1954) (член-корр. АН СССР с 1953 г.) - акад. А. Н. Колмогоров (1954—1958) | - проф. Н. А. Слёзкин (1958—1962) - проф. Н. В. Ефимов (1962—1969) - проф. П. М. Огибалов (1969—1977) - член-корр. АН СССР А. И. Кострикин (1977—1980) - акад. О. Б. Лупанов (1980—2006) - проф. В. Н. Чубариков (и. о., 2006—2019) - член-корр. РАН А. И. Шафаревич (с 2019) |

## Структура факультета[46]

### Отделение математики
- Кафедра высшей геометрии и топологии— заведующий — академик РАН Искандер Асанович Тайманов (с 2024 года).
- Кафедра высшей алгебры— заведующий — академик РАН Дмитрий Олегович Орлов (с 2021 года).
- Кафедра теории функций и функционального анализа— заведующий — академик РАН Борис Сергеевич Кашин (с 2007 года).
- Кафедра математического анализа— заведующий — академик РАН, ректор МГУ им. Ломоносова, Герой Труда Российской Федерации, лауреат Государственной премии Российской Федерации, лауреат Государственной премии СССР Виктор Антонович Садовничий (с 1982 года).
- Кафедра дифференциальных уравнений — заведующий — академик РАН, лауреат Государственной премии Российской Федерации Валерий Васильевич Козлов (с 2003 года).
- Кафедра математической статистики и случайных процессов — заведующий — ?
- Кафедра теории вероятностей— заведующий — академик РАН, заслуженный деятель науки России Альберт Николаевич Ширяев (с 1996 года).
- Кафедра вычислительной математики — заведующий — профессор Георгий Михайлович Кобельков (с 2007 года).
- Кафедра дискретной математики  — заведующий — профессор Вадим Васильевич Кочергин (с 2020 года).
- Кафедра дифференциальной геометрии и приложений — заведующий — академик РАН, лауреат Государственной премии Российской Федерации Анатолий Тимофеевич Фоменко (с 1992 года).
- Кафедра математической логики и теории алгоритмов — заведующий — академик РАН Алексей Львович Семенов (с 2018 года).
- Кафедра математической теории интеллектуальных систем — заведующий — профессор Эльяр Эльдарович Гасанов (с 2022 года).
- Кафедра общей топологии и геометрии — заведующий — профессор Юрий Викторович Садовничий (с 2013 года).
- Кафедра общих проблем управления  — заведующий — профессор Андрей Владимирович Фурсиков (с 2011 года).
- Кафедра теории динамических систем — заведующий — профессор Алексей Александрович Давыдов (с 2014 года).
- Кафедра теории чисел — заведующий — член-корреспондент РАН Юрий Валентинович Нестеренко (с 2003 года).
- Кафедра математических и компьютерных методов анализа — заведующий — профессор Владимир Николаевич Чубариков (с 2009 года).
- Кафедра теоретической информатики — и.о. заведующего — доцент Сергей Тимофеевич Главацкий (с 2022 года).
- Кафедра английского языка — заведующая — доцент Любовь Сергеевна Карпова (с 2019 года).

### Отделение механики
- Кафедра аэромеханики и газовой динамики — заведующий — профессор Константин Васильевич Краснобаев (с 2013 года).
- Кафедра газовой и волновой динамики — заведующий — академик РАН, лауреат Государственной премии СССР Роберт Искандрович Нигматулин (с 2008 года).
- Кафедра вычислительной механики — заведующий — академик РАН, лауреат Государственной премии Российской Федерации Владимир Алексеевич Левин (с 2008 года).
- Кафедра гидромеханики — заведующий — профессор Александр Васильевич Аксёнов (с 2024 года).
- Кафедра механики композитов — заведующий — профессор Владимир Иванович Горбачёв (с 2017 года).
- Кафедра прикладной механики и управления— заведующий — профессор, лауреат Государственной премии Российской Федерации, лауреат Государственной премии СССР Владимир Васильевич Александров (с 2003 года).
- Кафедра теоретической механики и мехатроники— заведующий — академик РАН, лауреат Государственной премии Российской Федерации Дмитрий Валерьевич Трещёв (с 2006 года).
- Кафедра теории пластичности — заведующий — член-корреспондент РАН Евгений Викторович Ломакин (с 2008 года).
- Кафедра теории упругости — заведующий — профессор РАН Дмитрий Владимирович Георгиевский (с 2020 года).
- Кафедра инженерной механики и прикладной математики — заведующий — академик РАН Ривнер Фазылович Ганиев (с 2015 года).

### Отдел прикладных исследований по математике и механике
- Учебно-научный центр
- Лаборатория прикладного математического анализа
- Лаборатория проблем теоретической кибернетики
- Лаборатория управления и навигации
- Лаборатория деформируемых сред
- Лаборатория математического обеспечения имитационных динамических систем

## Учебная программа
Для поступавших в 2007 году предлагалась возможность получения следующих квалификаций:
- математик (специальность «математика»)
- математик со специализацией в области экономики (специальность «математика»)
- механик (специальность «механика»)

Срок обучения — 6 лет (с 2011 года). На 1—2 курсах студенты обучаются по общей программе, с 3-го курса они выбирают кафедру и научного руководителя. Учебные планы факультета охватывают современные направления математики и механики, изучаемые на обоих отделениях, хотя и в несколько разных объёмах. Также в план отделения математики входит набор курсов лекций естественнонаучного, прикладного и конкретно-экономического содержания. Значительное место в учебном плане студентов-механиков занимает практикум в лабораториях Института механики МГУ. Студенты факультета изучают также историю и методологию математики и механики, цикл гуманитарных дисциплин, английский язык.
Выпускники факультета работают в научно-исследовательских институтах, на промышленных предприятиях и в банках, в лабораториях и вычислительных центрах, в институтах, высших учебных заведениях, школах. Более трети выпускников (около 140 человек) ежегодно поступают в аспирантуру и продолжают заниматься научной работой, целью которой является подготовка диссертации, после защиты которой соискателю присваивается учёная степень кандидата физико-математических наук.

## Изучаемые дисциплины[47]

### На отделении математики
- Алгебра — 286 академических часов
- Аналитическая геометрия — 235 академических часов
- Аналитическая механика — 96 академических часов
- Английский язык — 408 академических часов
- Защита населения и территорий в чрезвычайных ситуациях — 100 академических часов
- Вариационное исчисление и оптимальное управление — 96 академических часов
- Введение в математическую логику — 96 академических часов
- Вещественный анализ — 112 академических часов
- Дискретная математика — 90 академических часов
- Дифференциальная геометрия и топология — 108 академических часов
- Дифференциальные уравнения — 220 академических часов
- История и методология математики — 80 академических часов
- История Отечества — 128 академических часов
- Классическая дифференциальная геометрия — 112 академических часов
- Классическая механика — 108 академических часов
- Комплексный анализ — 204 академических часов
- Линейная алгебра и геометрия — 200 академических часов
- Математический анализ — 820 академических часов
- Математическая статистика — 108 академических часов
- Основы механики сплошных сред — 108 академических часов
- Практикум на ЭВМ — 308 академических часов
- Работа на ЭВМ и программирование — 368 академических часов
- Социология — 68 академических часов
- Специальный семинар — 564 академических часов
- Теория вероятностей — 112 академических часов
- Теория случайных процессов — 96 академических часов
- Теория чисел — 96 академических часов
- Уравнения с частными производными — 204 академических часа
- Физика — 204 академических часа
- Физическая культура — 476 академических часов
- Философия — 128 академических часов
- Функциональный анализ — 204 академических часа
- Численные методы — 208 академических часов
- Экономическая теория — 128 академических часов

### На отделении механики
- Алгебра — 108 академических часов
- Аналитическая геометрия — 144 академических часа
- Введение в специальность — 72 академических часа
- Дискретная математика — 136 академических часов
- Дифференц. геометрия и топология — 68 академических часов
- Дифференциальные уравнения — 140 академических часов
- Иностранный язык — 208 академических часов
- История и методология механики — 54 академических часа
- Классическая дифференциальная геометрия — 72 академических часа
- Курс физического содержания — 108 академических часов
- Комплексный анализ — 136 академических часов
- Линейная алгебра и геометрия — 136 академических часов
- Математический анализ — 526 академических часов
- Механика управляемых систем — 102 академических часа
- Механика сплошных сред (мат. модели) — 170 академических часов
- Наглядная геометрия и топология — 34 академических часа
- Общая физика — 105 академических часов
- Основы безопасности жизнедеятельности — 34 академических часа
- Основы механики сплошных сред (мат. модели) — 102 академических часа
- Практикум по компьютерной геометрии — 36 академических часов
- Работа на ЭВМ и программирование — 353 академических часа
- Русский язык и культура речи — 102 академических часа
- Социология — 54 академических часа
- Специальный курс — 272 академических часа
- Специальный семинар — 200 академических часов
- Статистическая физика — 36 академических часов
- Теоретическая механика — 264 академических часа
- Теория вероятностей — 72 академических часа
- Уравнения математической физики — 136 академических часов
- Физико-механический практикум (общий) — 102 академических часа
- Физико-механический практикум (специальный) — 102 академических часа
- Физическая культура — 484 академических часа
- Философия — 102 академических часа
- Функциональный анализ — 136 академических часов
- Численные методы — 64 академических часа
- Экономическая теория — 102 академических часа

## Знаменитые выпускники

### Академики АН СССР
- Арнольд, Владимир Игоревич
- Гамкрелидзе, Реваз Валерианович
- Гончар, Андрей Александрович
- Ершов, Андрей Петрович
- Ишлинский, Александр Юльевич
- Лаврентьев, Михаил Михайлович
- Ладыженская, Ольга Александровна
- Мищенко, Евгений Фролович
- Моисеев, Никита Николаевич
- Новиков, Сергей Петрович
- Овсянников, Лев Васильевич
- Петров, Георгий Иванович
- Прохоров, Юрий Васильевич
- Работнов, Юрий Николаевич
- Чёрный, Горимир Горимирович
- Яненко, Николай Николаевич

### Академики РАН
- Аннин, Борис Дмитриевич
- Аносов, Дмитрий Викторович
- Бахвалов, Николай Сергеевич
- Болибрух, Андрей Андреевич
- Боровков, Александр Алексеевич
- Васильев, Виктор Анатольевич
- Воеводин, Валентин Васильевич
- Годунов, Сергей Константинович
- Горячева, Ирина Георгиевна
- Григорян, Самвел Самвелович
- Жуков, Михаил Фёдорович
- Журавлёв, Виктор Филиппович
- Журавлёв, Юрий Иванович
- Ильин, Арлен Михайлович
- Кашин, Борис Сергеевич
- Климов, Дмитрий Михайлович
- Козлов, Валерий Васильевич
- Краснощёков, Павел Сергеевич
- Куликовский, Андрей Геннадиевич
- Левин, Владимир Алексеевич
- Лупанов, Олег Борисович
- Монин, Андрей Сергеевич
- Мясников, Вениамин Петрович
- Нигматулин, Роберт Искандрович
- Олейник, Ольга Арсеньевна
- Охоцимский, Дмитрий Евгеньевич
- Паршин, Алексей Николаевич
- Румянцев, Валентин Витальевич
- Садовничий, Виктор Антонович
- Семенов, Алексей Львович
- Синай, Яков Григорьевич
- Тайманов, Искандер Асанович
- Ульянов, Пётр Лаврентьевич
- Фоменко, Анатолий Тимофеевич
- Шафаревич, Игорь Ростиславович
- Ширяев, Альберт Николаевич
- Энеев, Тимур Магометович

### Лауреаты Ленинской премии (выпускники)
- Аким, Эфраим Лазаревич
- Арнольд, Владимир Игоревич
- Бахирев, Вячеслав Васильевич
- Гамкрелидзе, Реваз Валерианович
- Годунов, Сергей Константинович
- Демьянов, Юрий Андреевич
- Дьяченко, Владимир Федотович
- Егоров, Всеволод Александрович
- Ишлинский, Александр Юльевич
- Журавлёв, Юрий Иванович
- Лаврентьев, Михаил Михайлович
- Легоньков, Владимир Иванович
- Лидов, Михаил Львович
- Лунёв, Владимир Васильевич
- Лупанов, Олег Борисович
- Манин, Юрий Иванович
- Мищенко, Евгений Фролович
- Новиков, Сергей Петрович
- Овсянников, Лев Васильевич
- Охоцимский, Дмитрий Евгеньевич
- Постников, Михаил Михайлович
- Прохоров, Юрий Васильевич
- Сыромятников, Владимир Сергеевич
- Тюлин, Георгий Александрович
- Шафаревич, Игорь Ростиславович
- Энеев, Тимур Магометович
- Яблонский, Сергей Всеволодович
- Якимов, Юрий Львович

### Лауреаты Государственной премии (выпускники)
- Александров, Владимир Васильевич
- Бежаев, Иван Осипович
- Борзов, Виталий Иванович
- Девянин, Евгений Андреевич
- Егоров, Юрий Владимирович
- Кондратьев, Владимир Александрович
- Куликовский, Андрей Геннадиевич
- Левин, Владимир Алексеевич
- Лемак, Степан Степанович
- Любимов, Григорий Александрович
- Марков, Владимир Васильевич
- Мощевитин, Николай Германович
- Новожилов, Игорь Васильевич
- Окунев, Юрий Михайлович
- Олейник, Ольга Арсеньевна
- Позняк, Эдуард Генрихович
- Победря, Борис Ефимович
- Рахматулин, Халил Ахмедович
- Пушкарь, Евгений Александрович
- Свешникова, Елена Ивановна
- Чугайнова, Анна Павловна

### Лауреаты Филдсовской премии
- Сергей Петрович Новиков
- Григорий Александрович Маргулис
- Владимир Гершонович Дринфельд
- Максим Львович Концевич
- Владимир Александрович Воеводский
- Андрей Юрьевич Окуньков

### Полный список выпускников ф-та
(упомянутых в Википедии)
- Категория:Выпускники механико-математического факультета МГУ

## Выдающиеся сотрудники

### Лауреаты Ленинской премии (сотрудники)
- Гельфанд, Израиль Моисеевич
- Ефимов, Николай Владимирович
- Келдыш, Мстислав Всеволодович
- Колмогоров, Андрей Николаевич
- Лаврентьев, Михаил Алексеевич
- Теленин, Георгий Фёдорович
- Тихонов, Андрей Николаевич
- Четаев, Николай Гурьевич

## Малый мехмат
Малый мехмат — бесплатные математические кружки для школьников 1—11 классов. Преподают там, в основном, студенты и аспиранты.

## НИИ механики МГУ
Тесное сотрудничество с факультетом осуществляет НИИ механики МГУ, связанный с ним общностью научной и учебной работы, коллективом сотрудников и контингентом обучаемых. На базе НИИ механики выполняется учебная программа общего и специального физико-механического практикума для студентов 3-го и 4-го курсов отделения механики механико-математического факультета.
В научных лабораториях Института выполняются курсовые, дипломные работы, кандидатские и докторские диссертации.